# Liste der Nummer-eins-Hits in Tschechien (2007)
Diese Liste enthält alle Nummer-eins-Hits in Tschechien im Jahr 2007. Es gab in diesem Jahr zwölf Nummer-eins-Singles und 16 Nummer-eins-Alben.
| Singles | Alben |
| --- | --- |
| - PEHA – Spomal - 9 Wochen (9. Dezember 2006 – 6. Februar 2007, insgesamt 10 Wochen; → 2006) - Divokej Bill – Čmelák - 1 Woche (10. Februar – 16. Februar) - Pink – U + Ur Hand - 5 Wochen (17. Februar – 23. März) - Nelly Furtado – All Good Things (Come to an End) - 7 Wochen (24. März – 11. Mai) - Mika – Relax, Take It Easy - 1 Woche (12. Mai – 18. Mai) - Kaiser Chiefs – Ruby - 1 Woche (19. Mai – 25. Mai) - Nelly Furtado – Say It Right - 17 Wochen (26. Mai – 21. September) - Chinaski – Zadarmo - 4 Wochen (22. September – 19. Oktober) - Fergie – Big Girls Don't Cry - 1 Woche (20. Oktober – 26. Oktober) - Enrique Iglesias – Do You Know? (The Ping Pong Song) - 2 Wochen (27. Oktober – 9. November) - Plain White T’s – Hey There Delilah - 3 Wochen (10. November – 30. November, insgesamt 8 Wochen) - Marquess – Vayamos Compañeros - 1 Woche (1. Dezember – 7. Dezember) - Plain White T’s – Hey There Delilah - 5 Wochen (8. Dezember 2007 – 11. Januar 2008, insgesamt 8 Wochen) | - Kabát – Corrida - 7 Wochen (23. Dezember 2006 – 9. Februar 2007) - Madonna – The Confessions Tour - 3 Wochen (10. Februar – 2. März) - Karel Svoboda – 65 – Originální nahrávky největších hitů - 1 Woche (3. März – 9. März) - Různí – Kvaska O.S.T. - 6 Wochen (10. März – 20. April) - Zbyněk Drda – Pohled do očí - 1 Woche (21. April – 27. April) - Tata Bojs – Kluci, kde ste? - 1 Woche (28. April – 4. Mai) - Jana Kirschner – Shine - 3 Wochen (5. Mai – 25. Mai) - Linkin Park – Minutes to Midnight - 1 Woche (26. Mai – 1. Juni) - Aneta Langerová – Dotyk - 7 Wochen (2. Juni – 20. Juli, insgesamt 9 Wochen) - Lucie Vondráčková – Pelmel 1993 – 2007 - 2 Wochen (21. Juli – 3. August, insgesamt 6 Wochen; → 2008) - Aneta Langerová – Dotyk - 1 Woche (4. August – 10. August, insgesamt 9 Wochen) - Lucie Vondráčková – Pelmel 1993 – 2007 - 1 Woche (11. August – 17. August, insgesamt 6 Wochen) - Aneta Langerová – Dotyk - 1 Woche (18. August – 24. August, insgesamt 9 Wochen) - Lucie Vondráčková – Pelmel 1993 – 2007 - 2 Wochen (25. August – 7. September, insgesamt 6 Wochen) - Radůza – V salonu barokních dam - 3 Wochen (8. September – 28. September) - Chinaski – 07 - 2 Wochen (29. September – 12. Oktober) - Lucie Bílá – Woman - 3 Wochen (13. Oktober – 2. November, insgesamt 6 Wochen; → 2008) - Kryštof – Poločas - 1 Woche (3. November – 9. November) - Wanastowi Vjecy – Best of 20 let - 3 Wochen (10. November – 30. November) - Čechomor – Koledy (Sváteční Čechomor) - 6 Wochen (1. Dezember 2007 – 11. Januar 2008) |